# Carlo De Cardona
culto per dedicarsi invece, con ardore, all’azione popolare cristiana.»
(Don Carlo De Cardona)
Don Carlo De Cardona (Morano Calabro, 4 maggio 1871 – Morano Calabro, 10 marzo 1958) è stato un presbitero e politico italiano.
Autore emblematico del meridionalismo calabrese a cavallo fra XIX e XX secolo, viene ricordato come una delle figure più carismatiche e discusse del Partito Popolare Italiano in Calabria, oltre che come fondatore di leghe contadine ed operaie e di istituzioni economiche volte allo sradicamento dell'usura ai danni dei ceti più umili. Il 25 novembre 2010, è stato aperto il processo di beatificazione dal tribunale diocesano di Cassano all'Jonio costituitosi nella sua città natale, dichiarandolo servo di Dio. Il 2 dicembre 2018 le sue spoglie mortali sono state traslate nella Collegiata di Santa Maria Maddalena in Morano calabro.

## Biografia
Dopo aver concluso gli studi presso la Pontificia Università Gregoriana di Roma, nel 1895 venne ordinato sacerdote nella diocesi di Cassano all'Jonio da mons. Evangelista di Milia.
L'arcivescovo di Cosenza, mons. Camillo Sorgente, lo chiamò nel 1898 come suo segretario personale: in questo periodo De Cardona ebbe modo di cominciare il lungo cammino pastorale che di lì a poco lo portò ad interessarsi alle problematiche sociali che maggiormente affliggevano il territorio calabrese, quali ad esempio, il totale asservimento delle fasce deboli del proletariato ai ricchi possidenti e la lotta contro l'usura che ne derivava. A tal proposito, nel 1898 fondò la rivista "La Voce Cattolica", principale manifesto delle sue convinzioni, inizialmente ispirate dall'opera di Don Romolo Murri. Per quanto concerne le attività più segnatamente economico-sociali, creò nel 1901 la Lega del Lavoro, ed al fine di concedere un servizio di efficiente credito bancario soprattutto agli agricoltori, fondò nel 1902 la Cassa Rurale Cattolica di Cosenza, prima di una lunga serie che verranno costituite fra le province di Cosenza e Catanzaro.
Nel 1914 venne chiamato al seguito di Don Sturzo a far parte del Comitato per il Mezzogiorno dell'Unione Popolare dei Cattolici Italiani. Successivamente fondò a Cosenza insieme a don Luigi Nicoletti e Federico Sorbaro, il Partito Popolare Italiano in Calabria nel 1919.
Il nascente regime fascista, approfittando della contrarietà di alcuni settori del clero locale che ne avversavano le ideologie, significò per De Cardona, già consigliere comunale e provinciale, un progressivo allontanamento dalla vita politica e sociale finché il governo lo pose al confino nel 1934. A seguito di tali vicissitudini trovò riparo a Todi, dove visse fino al 1940 presso la casa di suo fratello che li esercitava la professione medica. Ritornato a Cosenza, vi rimase fino al 1949, non venendo peraltro eletto ad incarichi politici anche per l'aggravarsi del suo stato di salute. Dopo un secondo periodo a Todi, si spense nella sua città natale nel 1958.

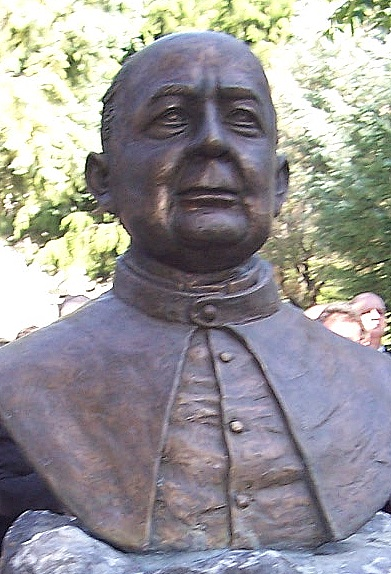
Monumento a Carlo De Cardona

## Il pensiero
Pur non meritando mai la sua condotta alcun richiamo ufficiale dalla Santa Sede, alcuni aspetti controversi circa la sua posizione ideologica compaiono in una relazione del visitatore apostolico Pietro Pacifici del 1907, in cui De Cardona, nonostante molti pregiudizi alimentati dal suo apostolato "attivo", si dissocia ideologicamente dalle posizioni intransigenti del Murri e dei modernisti, vista la separazione di questi dalla dottrina della chiesa. In principio venne accusato di divulgare teorie ritenute sovversive dalla chiesa all'interno del seminario diocesano cosentino, nonostante queste voci non fossero suffragate nella realtà e De Cardona chiedesse di modellare le proprie posizioni sulle direttive della Santa Sede, qualora discordanti.
Il pensiero decardoniano è improntato su un'azione cristiana attiva, che rappresenti un compendio concreto e vissuto del messaggio evangelico, interpretando i rimedi di cooperazione di credito e di lavoro in senso sociale. Il pensiero di De Cardona nacque sull'onda della Rerum Novarum di Leone XIII e sulla scorta della sua notevole forza politica e sociale, di cui divenne interprete in senso attivo nonostante i contrasti con i grandi proprietari fondiari dell'epoca ed il generale distaccamento politico degli ultimi anni.

## Nella cultura di massa
Al sacerdote è dedicato il fumetto Don Carlo De Cardona. Un passato sempre vivo, promosso dal Club Giovani Soci della Banca di Credito Cooperativo di Mediocrati e ristampato con diffusione nazionale da Ecra, la casa editrice delle Banche di Credito Cooperativo.